# 東布萊斯 (加利福尼亞州)
東布萊斯（英語：East Blythe）是位於美國加利福尼亞州河濱縣的一個非建制地區。該地的面積和人口皆未知。

## 地理
東布萊斯的座標為33°36′38″N 114°34′26″W / 33.61056°N 114.57389°W，而該地的平均海拔高度為82米（即269英尺）。